# 2017 en France
Chronologie de la France
- 2013
- 2014
- 2015
- 2016
- 2017
- 2018
- 2019
- 2020
- 2021

Cette page présente les faits marquants de l'année 2017 en France.

## Évènements

### Janvier
- Du 11 janvier au 29 janvier : championnat du monde de handball, remporté par la France.
- Les 22 et 29 janvier : la primaire du PS et de ses alliés pour l'élection présidentielle est remportée par Benoît Hamon.
- 25 janvier : des révélations du Canard enchaîné déclenchent l'affaire Fillon.
- 30 janvier : Iris Mittenaere est élue Miss Univers 2016 à Pasay, aux Philippines.

### Février
- 1er février : Victoires de la musique classique.
- 2 février : l'arrestation violente d'un jeune homme par des policiers à Aulnay-sous-Bois déclenche une vague d'indignation et plusieurs nuits d'émeutes en banlieue.
- 3 février : attaque contre des militaires au Carrousel du Louvre à Paris.
- 10 février : Victoires de la musique.
- 24 février : 42e cérémonie des César.
- 27 février : iTélé devient CNews.

### Mars
- 6 et 7 mars : la tempête Zeus fait deux morts et des dégâts importants.
- 16 mars : fusillade de Grasse, un élève blesse 5 personnes par arme à feu dans un lycée de la ville avant d’être arrêté.
- 19 mars : élections territoriales à Saint-Barthélemy, à Saint-Martin et à Saint-Pierre-et-Miquelon.
- 18 mars : attaque à l'aéroport d'Orly.
- 20 mars : début d'un mouvement social en Guyane. Début de la vague d'incendies criminels à Grenoble.
- 21 mars : démission du ministre de l'Intérieur Bruno Le Roux, soupçonné d'emplois fictifs ; Matthias Fekl lui succède.
- 26 mars : élections territoriales à Wallis-et-Futuna.

### Avril
- 8 avril : les huit caches d'armes dont l'ETA a donné l'emplacement aux autorités françaises sont investies par la police.
- 16 avril : centenaire de la bataille du Chemin des Dames.
- 20 avril : un attentat sur les Champs-Élysées à Paris fait 1 mort et 3 blessés.
- 23 avril : premier tour de l'élection présidentielle, Emmanuel Macron et Marine Le Pen sont en tête.

### Mai
- 3 mai : débat télévisé d'entre deux tours de l'élection présidentielle qui oppose Marine Le Pen à Emmanuel Macron.
- 7 mai : Emmanuel Macron est élu au second tour de l'élection présidentielle.
- 14 mai : Emmanuel Macron est investi président de la République, succédant à François Hollande.
- 15 mai : Édouard Philippe est nommé Premier ministre, il succède à Bernard Cazeneuve.
- 17 mai : formation du premier gouvernement Édouard Philippe.
- Du 17 mai au 28 mai : 70e édition du Festival de Cannes.
- Du 28 mai au 11 juin : 116e édition des Internationaux de France de tennis (Roland Garros) à Paris.
- 29 mai : 29e cérémonie des Molières à Paris.

### Juin
- 11 et 18 juin : élections législatives, remportées par La République en marche ! et ses alliés.
- 19 juin : attaque contre un véhicule de gendarmes sur les Champs-Élysées à Paris.
- 21 juin : création du Centre national du contre-terrorisme.
- 21 juin : formation du second gouvernement Édouard Philippe.
- 27 juin : François de Rugy est élu président de l'Assemblée nationale.

### Juillet
- Du 1er juillet au 23 juillet : 104e Tour de France remporté par Christopher Froome.
- 2 juillet : mise en service des LGV Bretagne-Pays de la Loire et Sud Europe Atlantique.
- 16 juillet : hommage pour les 75 ans de la rafle du Vélodrome d'Hiver à Paris en présence du président Emmanuel Macron et du Premier ministre israélien Benyamin Netanyahou.
- 17 juillet : première conférence nationale des territoires.
- 19 juillet : démission du chef d'état-major des armées, le général Pierre de Villiers, à la suite d'un désaccord avec le président Macron sur le budget accordé aux armées. C'est la première fois sous la Cinquième République qu'un chef d'état-major des armées démissionne car il n'était pas d'accord avec la politique du président de la République[1]. Il est remplacé par le général François Lecointre[2].
- 24 juillet : départ d'un premier feu de forêt dans le sud-est de la France. D'autres démarreront dans les jours suivants, ravageant au total plus de 3 000 hectares de forêt[réf. souhaitée].
- 31 juillet au 7 août : un  épisode de canicule touche la France (ainsi qu'une partie de l'Europe).

### Août
- 2 août : le Parlement adopte le projet de loi autorisant le gouvernement à réformer le code du travail par ordonnances.
- 9 août :
  - attentat contre des militaires à Levallois-Perret (Hauts-de-Seine) ;
  - le projet de loi organique rétablissant la confiance dans l'action publique est adopté par le Parlement.
- 31 août au 3 septembre : Les Grandes Voiles du Havre, rassemblement maritime au Havre.

### Septembre
- 6 septembre : l'ouragan Irma frappe fortement Saint-Barthélemy et Saint-Martin.
- 13 septembre : lors de la 131e session du Comité international olympique à Lima, Paris est choisi pour organiser les Jeux olympiques d'été de 2024.
- 19 septembre : l'ouragan Maria touche la Guadeloupe.
- 23 septembre : publication des ordonnances réformant le code du travail.
- 24 septembre : élections sénatoriales.

### Octobre
- 1er octobre : attentat de la gare Saint-Charles à Marseille.
- 30 octobre : la loi renforçant la sécurité intérieure et la lutte contre le terrorisme est promulguée.

### Novembre
- 10 novembre : l'historial du Hartmannswillerkopf est inauguré par les présidents Emmanuel Macron et Frank-Walter Steinmeier[3].
- 24 novembre : remaniement du gouvernement Édouard Philippe.

### Décembre
- 3 et 10 décembre : élections territoriales en Corse.
- 5 décembre : première opération chirurgicale en réalité augmentée au monde, réalisée dans l'Hôpital Avicenne, à Bobigny (Seine-Saint-Denis)[4]
- 8 décembre : hommage national à Jean d'Ormesson, mort le 5 décembre.
- 9 décembre : à Paris, hommage populaire à Johnny Hallyday, mort le 5 décembre[5].
- 11 décembre : passage de la tempête Ana.
- 12 décembre : sommet international sur le climat (One Planet Summit) à Boulogne-Billancourt (Hauts-de-Seine)[6].
- 14 décembre : accident de Millas (Pyrénées-Orientales) entre un car de transport scolaire et un train.
- 17 décembre : élections sénatoriales partielles dans l'Aube, la Vienne et l'Yonne.
- 27 décembre : passage de la tempête Bruno.

### Général
Le taux de pénétration du téléphone portable en République Française avoisine les 110 % 

## Médias
- 2 janvier : Jean-Pierre Elkabbach quitte Europe 1[8].
- 19 janvier : selon les résultats d'audience de Médiamétrie pour la période novembre-décembre 2016, Europe 1 passe derrière RMC pour la première fois de son histoire[9].
- 24 février : RTL propose, pour la première fois, quatre heures de direct au cœur de la 42e cérémonie des César[10].
- 4 mars : Jean-Christophe Averty, homme de radio ayant marqué son époque, meurt à l'âge de 88 ans[11].
- 7 mars : le CSA annonce que la représentation des femmes à la radio atteint 36 % de l'ensemble des personnes des deux sexes qui passent à l'antenne[12].
- 10 mars : Pierre Bouteiller, grande voix sur Europe 1, Radio France et TSF Jazz, ancien directeur de France Musique, meurt à l'âge de 82 ans[13].
- 21 mars : depuis ses studios parisiens, RTL 2 offre à ses auditeurs un concert de Depeche Mode[14].
- 22 mars : la station de radio normande Tendance Ouest installe un studio à bord du sous-marin Le redoutable (50 ans de fonctionnement) pour six heures de direct[15].
- 25 et 26 mars : RTL propose deux émissions d'une durée de deux heures, en public, pour célébrer les 50 ans d'antenne de Philippe Bouvard[16].
- 20 avril : Arnaud Lagardère prend la présidence d'Europe 1 à la place de Denis Olivennes, recrutant Frédéric Schlesinger comme vice-président[17],[18].
- 2 mai : Arthur, propriétaire de la station OÜI FM, revient à l'animation de la matinale sur cette antenne après onze ans d'absence[19].
- 8 mai : Patrick Cohen annonce qu'il quitte la matinale de France Inter et arrive sur Europe 1 au 7/9[20].
- du 1er juin au 29 juillet : pour les 50 ans de la sortie de l'album mythique des Beatles Sgt Pepper's Lonely Hearts, Radio France présente une exposition-expérience[21].
- 8 juin, 23 septembre et du 29 novembre au 8 décembre : Radio France met en vente ses disques vinyles et ses CDs, du fait des évolutions technologiques[22],[23],[24].
- 18 et 19 juin : RFM est partenaire de Phil Collins pour deux concerts en France, après douze ans d'absence[25].
- 1er juillet : Dominique Paoli prend la présidence de Radio Courtoisie, succédant ainsi à Henry de Lesquen.
- 29 août : Sébastien Cauet quitte le groupe NRJ après 7 ans d'antenne[26].
- 30 septembre : après quatre ans d'absence, Michel Sardou commence une tournée intitulée Dernière Danse avec le soutien de Nostalgie[27].
- du 1er au 31 octobre : RCF effectue une programmation spéciale pour les 500 ans de la Réforme et du protestantisme[28].
- 7 novembre : depuis l'Assemblée générale du WorldDAB, le CSA français fait savoir qu'il entend couvrir, en trois ans, la trentaine de villes de plus de 200 000 habitants[29].

## Décès
- 21 mars à Bayonne : Henri Emmanuelli est un homme politique français, ancien président de l'Assemblée nationale
- 5 décembre à Marnes-la-Coquette : Johnny Hallyday est un chanteur, compositeur et acteur français
- 18 décembre à Paris : Jean-Pierre Audour est un publicitaire français né le 22 juillet 1936 à Angoulême[30].